# Amiga 1500
L'Amiga 1500, également connu sous le nom de Commodore Amiga 1500, est un ordinateur haut de gamme à usage professionnel fabriqué par Commodore en 1990
Contrairement à ce que pourrait laisser penser son nom, il s'agit d'une variante de l'Amiga 2000, lui-même basé sur les caractéristiques techniques d'un Amiga 500.
En effet, sur la majorité des modèles, la plaque « Amiga 2000 » était simplement recouverte d'un autocollant « Amiga 1500 ».
Cette variante de l'Amiga 2000 se distingue uniquement par deux caractéristiques :
- ce modèle a été uniquement vendu au Royaume-Uni, où il est sorti en 1990 ;
- il dispose en série de deux lecteurs de disquettes internes, au lieu d'un seul sur l'Amiga 2000.